# Guadalupe (Arizona)
Pour les articles homonymes, voir Guadalupe.
Guadalupe est une ville dans le comté de Maricopa, en Arizona, aux États-Unis.

## Démographie
En 2007, sa population était de 5 732 habitants pour une densité 2 866 hab/km2.
| 1970  | 1980  | 1990  | 2000  | 2010  | - |
| ----- | ----- | ----- | ----- | ----- | - |
| 4 039 | 4 506 | 5 458 | 5 228 | 5 523 | - |

## Jumelage
- Pitiquito (Mexique)